# أشباه الحمام
أشباه الحمام (الاسم العلمي: Columbea)، فرع حيوي تم اقتراحه من تحليل الجينوم والذي يحتوي على كل من الحماميات (الحمام واليمام)، والقطويات (القطا)، والهذابيات (الهذاب)، والطيور الرائعة (النحام والغطاس). حتى تم تعيينها مؤخرًا كصنف شقيق لـأشباه الجواثم، وقد وجد التحليل الجيني المختلف في العقد الماضي أنها في الفرع الحيوي الطيور العليا المندثر.